# Cascades Fulmer
Les cascades Fulmen són les segones cascades situada al lloc de recreació George W. Childs en Dingmans Ferry, comtat de Pike, Pennsilvània, Estats Units d'Amèrica. Les cascades es troben aigües avall de les cascades Factory i aigües amunt de les cascades Deer Leap, al Dingmans Creek. Amb 17 metres, és la més gran de les tres cascades.
Es pot arribar a les cascades des de Childs Park Road, a l'oest del Lake Road (Ruta Estatal 2004), a 2,6 km al nord de la Ruta 739 de Pennsilvània.

## Galeria d'imatges

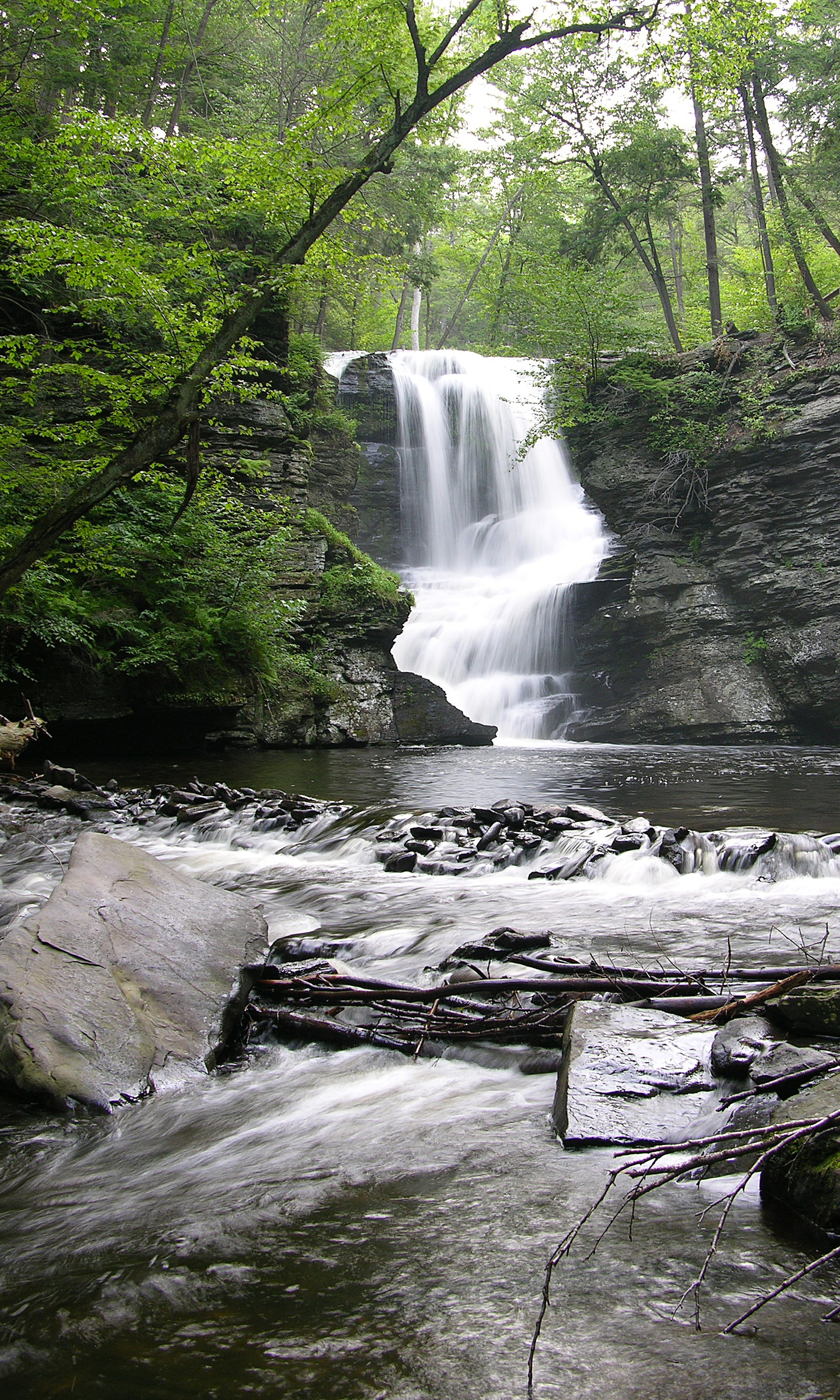
Vista de les cascades riu avall
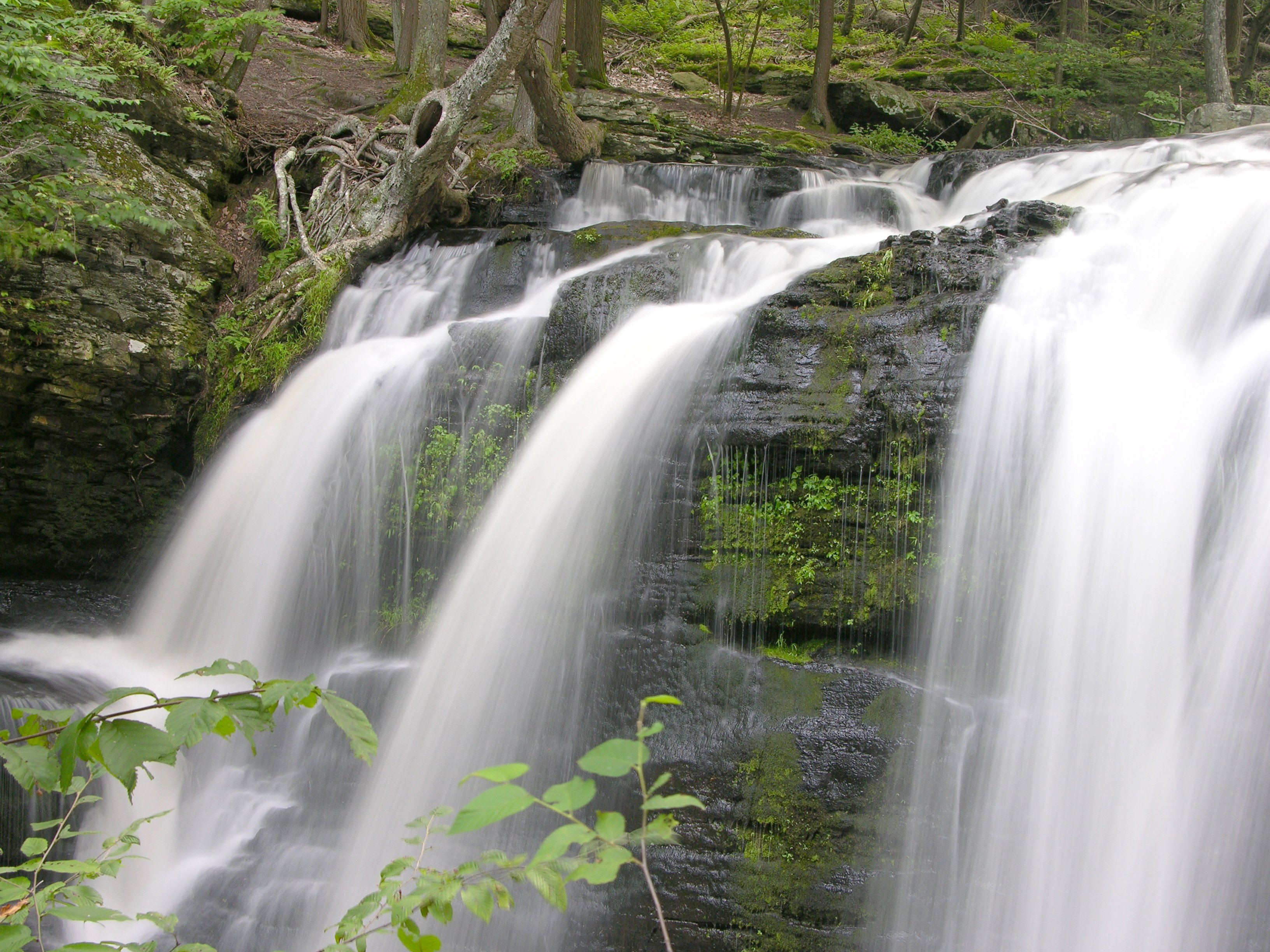
Fotografia de la part superior de les cascades
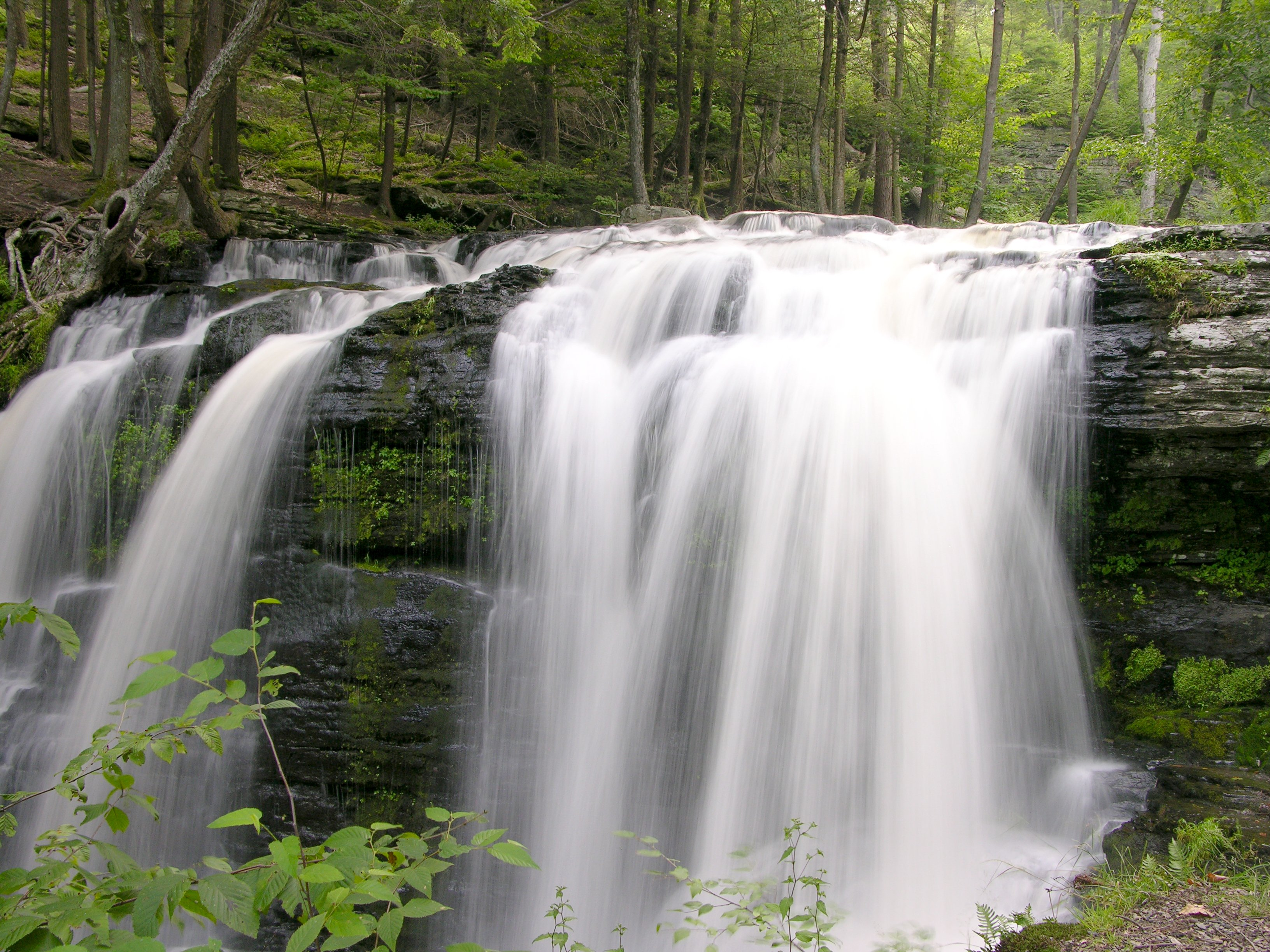
Altra fotografia de la part superior de les cascades